# Лава (фільм, 2014)
«Лава» (англ. Lava) — короткометражний мультфільм знаменитої студії Pixar. Демонструється разом з  повнометражним мультфільмом «Думками Навиворіт». За словами творців, «Лава» — це музична мелодрама, яка відбувається протягом мільйонів років та натхненна красою тропічних островів та вибуховою чарівністю вулканів. Історія кохання двох вулканів — Уку та Леле.

## Історія створення
Джеймс Форд Мерфі надихався культурою Гавайських островів, на яких він провів медовий місяць. Він вчився грати на укулеле, і нарешті написав пісню «Lava», покладену в основу фільму. Важливим натхненням для музики стала пісня «Over the Rainbow» у виконанні Ізраеля Камакавівооле. Мерфі хотів створити персонажа, який міг би бути і місцем дії.
Я подумав, що це було б круто — полюбити місце, яке до того ж і є героєм. Я хотів зробити Уку чарівним і привабливим персонажем, але, в той же час, зробленим з лави.

Обличчя Уку є комбінацією осіб його виконавця Кахеле, комедіанта Джекі Глісона і бульдога Марка Антонія з мультфільмів «Луні Тюнз». А сам вулкан заснований на Ізраеллі Камакавівооле
Актори дубляжу:
Уку — Тарас Мельник
Леле — Валентина Лонська